# الإدراج الذاتي

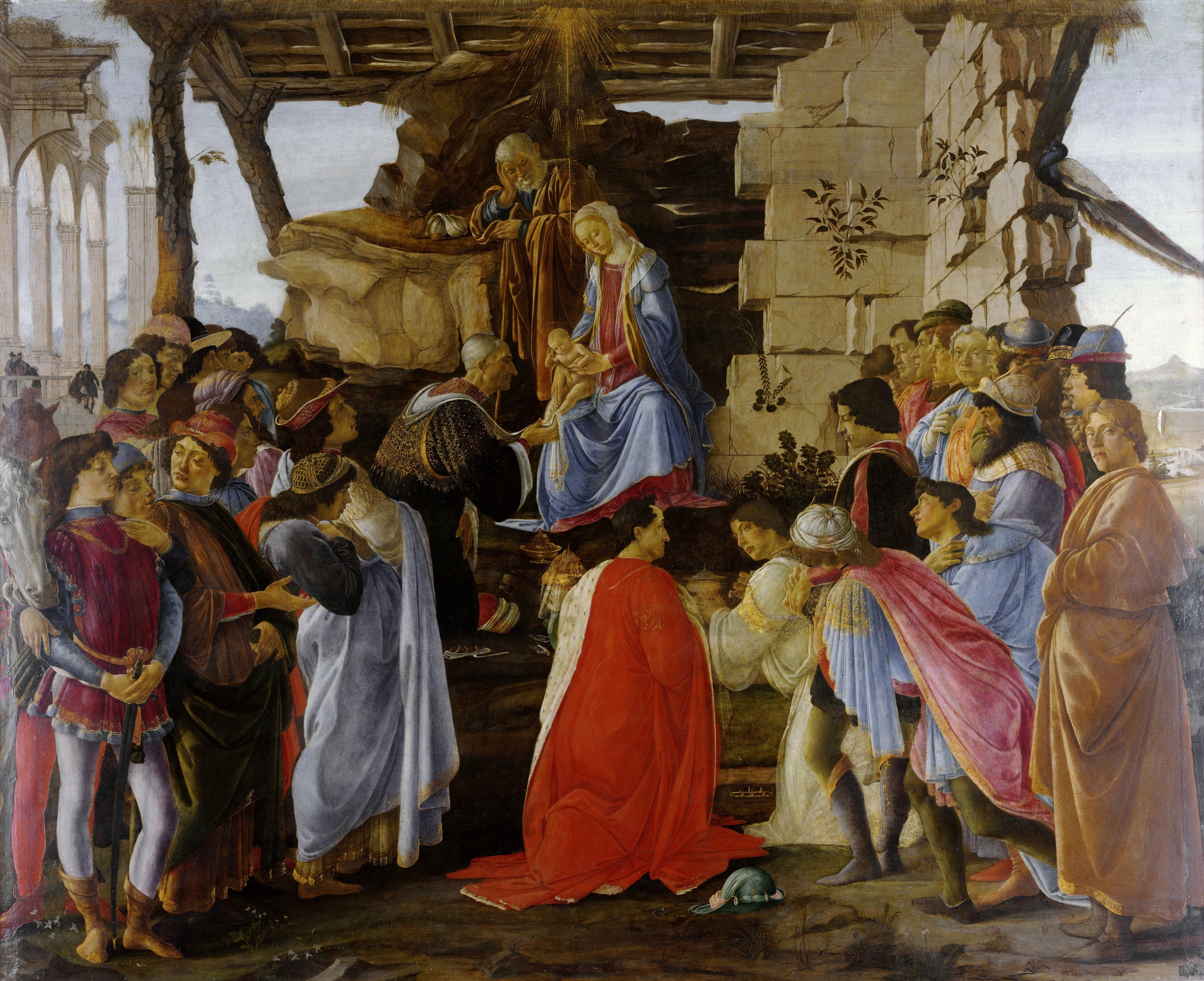
تحتوي لوحة عبادة المجوس التي رسمها ساندرو بوتيتشيلي على صورة شخصية مدرجة ذاتية في أقصى اليمين: الموضع في الزاوية والنظرة إلى المشاهد نموذجية جدًا لمثل هذه الصور الذاتية.

الإدراج الذاتي هو أداة أدبية يكتب فيها المؤلف نفسه في القصة تحت ستار شخصية خيالية أو من منظورها. تتصرف الشخصية، بشكل علني أو غير ذلك، بنفس شخصية مؤلف العمل، ويمكن حتى وصفها بأنها تشبه مؤلف العمل جسديًا.
في الفن البصري، ما يعادل الإدراج الذاتي هو الصورة الذاتية المدرجة، حيث يقوم الفنان بتضمين صورة ذاتية في لوحة لموضوع سردي. لقد كانت هذه أداة فنية شائعة منذ عصر النهضة الأوروبية على الأقل.
بين الكتاب المحترفين، يعتبر الاستخدام المتعمد لتقنيات الإدراج الذاتي بضمير المتكلم والغائب عمومًا بمثابة إجراء غير أصلي من جانب المؤلف، ويمثل ندرة الفكر الإبداعي في كتاباتهم. 

## الأشكال الأدبية
تتضمن الأجهزة الأدبية المماثلة قيام المؤلف بدور الراوي بضمير المتكلم، أو كتابة مؤلف بديل بضمير الغائب، أو إضافة شخصية تعتمد جزئيًا على المؤلف، سواء أدرجها المؤلف عن قصد أم لا. تم وصف العديد من الشخصيات على أنها إدخالات ذاتية غير مقصودة، مما يعني أن مؤلفها يستخدمها دون وعي كمؤلف بديل.
يمكن أيضًا استخدام الإدراج الذاتي في السرد بضمير المخاطب، وذلك باستخدام خيال القارئ وتعليقه على عدم التصديق. يتم تصوير القارئ، المشار إليه بضمير المخاطب، على أنه يتفاعل مع شخصية أخرى، بهدف تشجيع انغماس القارئ وإسقاط نفسه نفسيًا في القصة، وتصور أنه هو نفسه يؤدي القصة المكتوبة.  في حين أن الأمثلة في الروايات المنشورة على الإدراج الذاتي بضمير المخاطب نادرة، فإن استخدام هذا أمر شائع في روايات المعجبين، حيث يتم إقران القارئ بشخصية خيالية، غالبًا في بيئة حميمة.

## أمثلة
- سلفادور دالي كان فناناً إسبانياً معروفاً بالسريالية وأعماله الفنية التي تُعبر عن حالاته الذاتية الخاصة، مثل "إصرار الذاكرة".
- فريدريك نيتشه كان فيلسوف ألماني شهير بأفكاره حول السوبرمان وإرادة القوة. تُعتبر بعض أعماله إدراجاً ذاتياً من خلال تعبيره عن فلسفته الشخصية.
- ستان لي كان يتم تصويره في كتب وافلام مارفل.
- فطور الأبطال من تأليف كورت فونيجت

## أنظر أيضا
- دور الكاميو
- المرجع الذاتي
- ماري سو